# محمد قصاص
محمد قصاص هو لاعب كرة قدم لبناني في مركز الهجوم، ولد في 1 يوليو 1976 في بيروت في لبنان. شارك مع منتخب لبنان لكرة القدم. أما مع النوادي، فقد لعب مع شباب الساحل ونادي الحكمة لكرة القدم ونادي الرمثا ونادي الصفاء ونادي العهد ونادي القادسية ونادي النجمة ونادي النواعير ونادي طرابلس.

## وصلات خارجية
- محمد قصاص على موقع الاتحاد الدولي (مؤرشف)  (الإنجليزية)
- محمد قصاص على موقع ناشيونال فوتبول تيمز (الإنجليزية)
- محمد قصاص على موقع Soccerway.com (الإنجليزية)